# Erich Graf
Erich Graf es un deportista suizo que compitió en skeleton. Ganó una medalla de bronce en el Campeonato Europeo de Skeleton de 1986.

## Palmarés internacional
| Campeonato Europeo | Campeonato Europeo   | Campeonato Europeo | Campeonato Europeo |
| Año                | Lugar                | Medalla            | Prueba             |
| ------------------ | -------------------- | ------------------ | ------------------ |
| 1986               | Sankt Moritz (Suiza) | Medalla de bronce  | Individual         |